# Lumbardhi (ort)
Lumbardhi (serbiska: Лумбарда) är en ort i Kosovo. Den ligger i den västra delen av landet, 70 km väster om huvudstaden Priština. Lumbardhi ligger 536 meter över havet och antalet invånare är 1 500.
Terrängen runt Lumbardhi är varierad, och sluttar österut. Runt Lumbardhi är det ganska tätbefolkat, med 222 invånare per kvadratkilometer. Närmaste större samhälle är Gjakova, 19,7 km söder om Lumbardhi. Omgivningarna runt Lumbardhi är en mosaik av jordbruksmark och naturlig växtlighet.